# Perfect Beings
Perfect Beings was een Amerikaanse rockband in de niche progressieve rock. De band werd in 2014 opgericht door Johannes Luley. Na drie albums viel de band wegens muzikale meningsverschillen in 2019 uit elkaar.

## Geschiedenis
Symbolisch leider van de band was Johannes Luley, die enige bekendheid kreeg met de band Moth Vellum. In 2012 viel de band uit elkaar. Daaruit kwam het album Tales from sheepfather's grove (2012/2013) op eigen naam voort. Luley kwam in contact met Ryan Hurtgen, die ideeën aandroeg voor een progalbum. In eigen beheer volgde in 2014 het album Perfect Beings dat gemasterd werd door Hurtgen. Twee musici die zij wisten te strikken waren bassist Chris Tristram, die speelde met Slash en drummer Dicki Fliszar, die in de begeleidingsband van Bruce Dickinson speelde. Fliszar nam Neson mee en schreef een nummer voor het album. Het album liet een mengeling van stijlen horen die volgens Maarten Goossensen van ProgWereld herinneren aan de muziek van Mew en Yes. Als basis voor de plaat werd het boek TJ & Tosc van Suhail Rafidi genomen.
Perfect Beings' bekendheid won wat terrein, maar het tweede album II (2015) moest nog door crowdfunding gefinancierd worden. De band liet de eerder genoemde voorbeelden los en ontwikkelde een complexere eigen stijl. Naar aanleiding van II toonde Thomas Waber van InsideOut Music interesse, maar een verdere ontwikkeling bleef uit. 
In 2016 trad er een scheuring in Perfect Beings op. De bassist en drummer verlieten de band. In plaats van definitieve plaatsvervangers te zoeken, besloot de band als trio verder te gaan en per project aanvullende musici aan te trekken. Luley bracht in 2017 soloalbum Qitara uit. Voor het derde album getiteld Vier, genoemd naar het aantal suites, kwam Ben Levin de gelederen versterken. Luley nam zelf de basgitaarpartijen voor zijn rekening. Levin kon niet blijven en werd rondom de release van Vier vervangen door Sean Reinert van Æon Spoke en Cynic. Jason Lobell speelde de basgitaarpartijen tijdens de promotieconcerten. De opnamen van Vier werden naar InsideOut gezonden en die zouden het album distribueren. Het bracht de band grotere bekendheid, al bleef dat beperkt tot de progressieve rock.
In 2019 wilde de band beginnen met de opvolger van Vier, maar die strandden. Door muzikale meningsverschillen viel de band in december 2019 uiteen. Tevens speelden de karige financiën een rol; het platencontract was al verlopen.

## Leden
- Ryan Hurtgen – zang
- Johannes Luley – gitaar, basgitaar
- Jesse Neson – toetsinstrumenten

## Discografie
- Perfect Beings, 2014
- II, 2015
- Vier, 2018